# Bertil Nelsson
Karl Bertil Valdemar Nelsson, född 17 augusti 1927 i Karlskrona stadsförsamling i Blekinge län, är en svensk militär och militärhistoriker.

## Biografi
Nelsson avlade studentexamen i Karlskrona 1946. Han avlade officersexamen vid Krigsskolan 1949 och utnämndes samma år till fänrik vid Gotlands infanteriregemente, varpå han 1951 befordrades till löjtnant. Åren 1957–1959 studerade han vid Krigshögskolan. Han befordrades 1960 till kapten i pansartrupperna och tjänstgjorde 1961–1964 på Taktik- och underrättelseavdelningen i Arméstaben. Under år 1964 var han chef för Underrättelseavdelningen i svenska högkvarteret hos FN:s fredsbevarande styrkor i Cypern, varpå han 1964–1966 tjänstgjorde vid Krigsskolan Karlberg. Han tjänstgjorde 1968–1972 i Utbildningsavdelningen i Arméstaben och befordrades 1969 till major i pansartrupperna samt 1972 till överstelöjtnant. Åren 1974–1983 var han verksam vid Reglements- och läromedelsavdelningen i Arméstaben. Han var rektor för Gällöfsta kurscentrum 1984–1989. År 1987 avgick han ur Försvarsmakten som överstelöjtnant med särskild tjänsteställning.
Bertil Nelsson har skrivit ett flertal böcker och artiklar inom militärhistoria. Han var 2001–2010 ledamot av styrelsen för stiftelsen Svenskt Militärhistoriskt Bibliotek och är sedan 2010 hedersledamot av styrelsen.

## Utmärkelser
- Riddare av första klassen av Svärdsorden, 6 juni 1969.[5]